# Новоречье
Новоре́чье — село в Чернянском районе Белгородской области России. Административный центр Новореченского сельского поселения.

## География
Село находится на берегах реки Грязная Потудань.

### Часовой пояс
Село Новоречье, как и вся Белгородская область, находится в часовой зоне МСК+1. Смещение применяемого времени относительно UTC составляет +4:00.

## История
Село известно с середины XVII века под названием Грязная Потудань. В 1968 году указом Президиума Верховного Совета РСФСР село переименовано в Новоречье.

## Население
| 2002 | 2010 |
| ---- | ---- |
| 210  | ↗507 |

## Улицы
- ул. Луговая,
- ул. Молодёжная,
- ул. Центральная.